# 2001: Odissea nello spazio
2001: Odissea nello spazio (2001: A Space Odyssey) è un film del 1968 co-scritto, diretto e prodotto da Stanley Kubrick.
Kubrick ha scritto la sceneggiatura assieme ad Arthur C. Clarke, che produsse il soggetto e, sulla medesima traccia, scrisse il romanzo omonimo pubblicato nello stesso anno.
Colossal di fantascienza ambientato in un futuro prossimo, tocca temi come l'identità e il destino della specie umana, e il ruolo della conoscenza. Ispiratosi al breve racconto del 1948 La sentinella di Clarke, lo stesso scrittore ha riconosciuto come le due opere stanno l'una all'altra "come una ghianda" sta "a una quercia adulta".
Considerato uno dei massimi capolavori della storia del cinema, ne costituisce una svolta epocale, anche al di fuori del genere fantascientifico. Nel 1991 la pellicola è stata giudicata di rilevante significato estetico, culturale e storico, e inserita nella lista di film preservati nel National Film Registry della Biblioteca del Congresso degli Stati Uniti. Nel 1998 l'American Film Institute l'ha inserito al ventiduesimo posto della classifica dei migliori cento film statunitensi di tutti i tempi, nonostante il film sia una coproduzione con il Regno Unito, mentre dieci anni dopo, nella lista aggiornata, è salito al quindicesimo posto. Lo stesso istituto lo ha inserito al primo posto nella categoria fantascienza. Il magazine Rolling Stone, inoltre, ha collocato la pellicola al 4º posto nella sua speciale classifica dei cento migliori film del XX secolo.

## Trama
Il film si compone di quattro parti, che coprono un arco temporale che va dalla preistoria al 2001 d.C.: L'alba dell'uomo, Clavius, Missione Giove, Giove e oltre l'infinito.
Il primo e il quarto episodio sono totalmente privi di dialoghi e anche gli altri due non presentano molte parti parlate, lasciando lunghe sequenze dominate dalla musica e dagli effetti sonori.

### L'alba dell'uomo
Preistoria. Una tribù di ominidi sopravvive ai margini della savana africana, tra scarsità di cibo, aggressioni da fiere e la lotta con altri gruppi per una pozza d'acqua. Un giorno compare un misterioso monolito che darà stimolo ai personaggi per sviluppare rudimentali utensili per la caccia e per sopraffare violentemente i gruppi rivali. Il montaggio passa senza soluzione di continuità da un'arma rudimentale, un osso animale lanciato verso il cielo, a un'astronave.

### Clavius
Anno 2001. Il dottor Heywood Floyd prende parte a una missione in una base lunare nel cratere Clavius, il cui scopo è estremamente riservato. Prima ha un breve incontro con alcuni scienziati sovietici su una stazione spaziale, preoccupati per ciò che potrebbe essere accaduto presso Clavius, in quanto la base ha interrotto ogni comunicazione e si teme sia colpita da un'epidemia.
Floyd arriva poi sulla Luna e tiene una conferenza dove spiega che le voci sull'epidemia non sono reali e sono state diffuse allo scopo di non rivelare ciò che è accaduto davvero, che è anche il motivo della sua missione: nel cratere Tycho è stato scoperto, nel suolo lunare, un misterioso monolito nero, di chiara origine extraterrestre, che risulta risalire a circa quattro milioni di anni prima e sembra essere stato sotterrato di proposito. Giunti allo scavo, gli scienziati posano davanti all'artefatto per delle fotografie; all'improvviso esso viene colpito dai primi raggi dell'alba lunare ed emette un forte segnale radio nel cosmo, percepito dagli scienziati come un forte fischio, che in seguito si scoprirà essere diretto verso il pianeta Giove.

### Missione Giove
L'astronave Discovery parte alla volta di Giove. A bordo ci sono cinque uomini, di cui tre ibernati, e un computer di nome HAL 9000, con funzioni di responsabilità operativa della missione. Il capitano David Bowman e l'astronauta Frank Poole si fidano del computer e ricorrono a lui in ogni circostanza. Accade però che HAL dia un'informazione a David circa un'avaria all'elemento AE35 dell'antenna dell'astronave. David esce nello spazio e porta a bordo l'elemento. I due astronauti lo esaminano, ma non trovano alcun guasto. Decidono quindi di riportarlo al suo posto per vedere se andrà in avaria: così, nel caso in cui ciò non accada, escluderanno HAL dal governo della nave spaziale. Il calcolatore, però, legge sulle loro labbra le loro intenzioni e fa morire Frank, uscito dall'astronave per riportare il pezzo al suo posto. David corre in soccorso del compagno con una capsula, mentre nell'astronave gli ibernati vengono uccisi da HAL. Al rientro della capsula con David e il corpo di Frank, il computer blocca la porta d'accesso all'astronave. David riesce tuttavia ad aprire una delle porte d'emergenza e prende il sopravvento su HAL, cancellandogli gradualmente la memoria. Prima di essere disattivato, HAL regredisce all'infanzia cantando una filastrocca. A questo punto, si innesca un videomessaggio automatico delle autorità spaziali, nel quale Heywood Floyd riferisce che l'equipaggio, una volta arrivato su Giove, avrebbe dovuto essere informato della scoperta, 18 mesi prima, del monolito lunare che confermava la presenza di vita extraterrestre. Dice anche che HAL ne era già al corrente.

### Giove e oltre l'infinito
Il viaggio prosegue nell'orbita di Giove: David si trova di fronte a un monolito gigante in orbita attorno al gigante gassoso ed entra in un tunnel spaziotemporale che lo porta in una stanza stile Luigi XVI, dove le varie fasi della sua vita si intersecano fra loro fino a portarlo, anziano, sul letto di morte. Per l'ultima volta a confronto con il monolito, ascende a una dimensione fetale e si vede, in trasparenza, nel ventre materno, da dove osserva il suo pianeta natale: l'odissea dell'umanità si è appena conclusa, ma sta per iniziarne una nuova.

## Produzione

### Pre-produzione
Kubrick aveva contattato Clarke perché necessitava di un buon soggetto di fantascienza per un film di genere. In questo modo il romanzo e il film nacquero e crebbero insieme, realizzando una collaborazione tra media differenti assolutamente unica e originale, almeno per l'epoca in cui fu attuata.
Sotto questo e altri aspetti, 2001 è rimasto uno dei più celebri film di fantascienza che, grazie alla sceneggiatura, alla recitazione e alla tecnica di ripresa, riproduce con fedeltà l'ambiente spaziale: tutti gli avvenimenti in ambienti senz'aria si svolgono in silenzio o con un valzer di Strauss come puro riempimento sonoro, l'astronave ha una gravità artificiale per rotazione che è correttamente rappresentata, i movimenti in assenza di gravità sono lenti come dovrebbero essere. Anche la scena in cui un astronauta rientra nell'astronave passando alcuni secondi in un ambiente di vuoto è stata approvata dagli esperti come verosimile, dimostrando che è possibile fare un film di fantascienza rispettando la realtà e senza introdurre elementi artificiosi.
Tale film intende suscitare nello spettatore un forte impatto emotivo; lo stesso Kubrick affermò: «Ognuno è libero di speculare a suo gusto sul significato filosofico e allegorico del film. Io ho cercato di rappresentare un'esperienza visiva, che aggiri la comprensione per penetrare con il suo contenuto emotivo direttamente nell'inconscio».
Il film cerca di spiegare l'indissolubile legame che unisce l'uomo al tempo e allo spazio, l'intelligenza artificiale, l'utilizzo della scienza. A questo proposito è di notevole effetto il raccordo tra le due scene iniziali: l'utilizzo di un oggetto, un osso, come strumento di offesa e di dominio (e comunque di conquista) da parte di un ominide e le astronavi orbitanti attorno alla Terra. In questa maniera il regista compie un salto logico di millenni conservando la trama narrativa, con un'operazione mirabile che trova pochi riscontri nella storia del cinema. Le riprese iniziarono il 29 dicembre 1965 e si conclusero il 7 luglio 1966. Iniziò quindi una lunga post-produzione, durata due anni.
Kubrick rimase per due mesi chiuso nella sua villa nelle campagne inglesi a rivedere e tagliare il suo lavoro; questa operazione è considerata il momento più decisivo nella produzione del cinema kubrickiano.

### Regia
Le inquadrature all'inizio del film non sono altro che diapositive ad alta risoluzione proiettate con il sistema, per l'epoca rivoluzionario, del front projection, inventato dallo scrittore di fantascienza William F. Jenkins). Questa tecnica innovativa, dopo essere stata brevettata il 20 dicembre 1955 da Leinster, venne impiegata per la prima volta proprio in 2001: Odissea nello spazio. Unico effetto collaterale degno di nota sono gli occhi del ghepardo, che brillano in maniera inquietante a causa della luce del proiettore, anche se a Kubrick l'effetto non dispiacque, tant'è vero che lo definì "un lieto incidente".
Alla fine della prima scena in cui Guarda-la-Luna lancia un osso in aria, è presente una svista: l'ominide tiene in mano un femore, ma a roteare in aria è invece una tibia. In realtà l'errore non fu di Kubrick, ma di un operatore al quale il regista, al termine di una giornata di riprese, aveva chiesto di riprendere un osso lanciato in aria nel cortile dei teatri di posa. Non prevista dal copione, quest'inquadratura farà parte del brillante salto temporale, divenuto una delle scene più note del film, che collega due epoche estremamente distanti.
Gli ominidi nella parte iniziale sono dei mimi e dei ballerini, accompagnati da vere scimmie nel ruolo dei cuccioli. La specie in questione doveva essere glabra e priva di indumenti, cosa impensabile per la moralità dell'epoca, sicché si preferì optare per una forma anteriore di australopitechi, totalmente irsuta. Gli animali cacciati sono dei tapiri, specie sudamericana assente nel Pleistocene, scelti in alternativa ai selvaggi e aggressivi facoceri riportati nel romanzo.
I satelliti, le colonie orbitanti, la nave spaziale e la grande stazione spaziale rotante che appaiono all'inizio della seconda parte sono riproduzioni di progetti della NASA mai realizzati. L'elaborazione dei vari modelli di astronavi è stata affidata a ingegneri aerospaziali e non ad artisti.

### Sceneggiatura
Secondo il soggetto originale, l'astronave Discovery, superato Giove, doveva concludere il suo viaggio nel sistema di Saturno, più esattamente sul satellite Giapeto, già noto per la variazione sensibile dell'albedo all'osservazione telescopica. La complessità della riproduzione degli anelli di Saturno, i forti ritardi nella lavorazione e la pressione dei produttori spinsero il regista ad abbreviare il viaggio presso il sistema di Giove.
Nel romanzo di Clarke, il monolito ha dimensioni proporzionali a uno per quattro per nove, i quadrati dei primi tre numeri naturali. Il "Bambino delle Stelle", per mezzo di "sensi più sottili della vista", è in grado di percepire i valori successivi di questa sequenza nelle ulteriori dimensioni (16 per la quarta, 25 per la quinta e così via).

### Effetti speciali

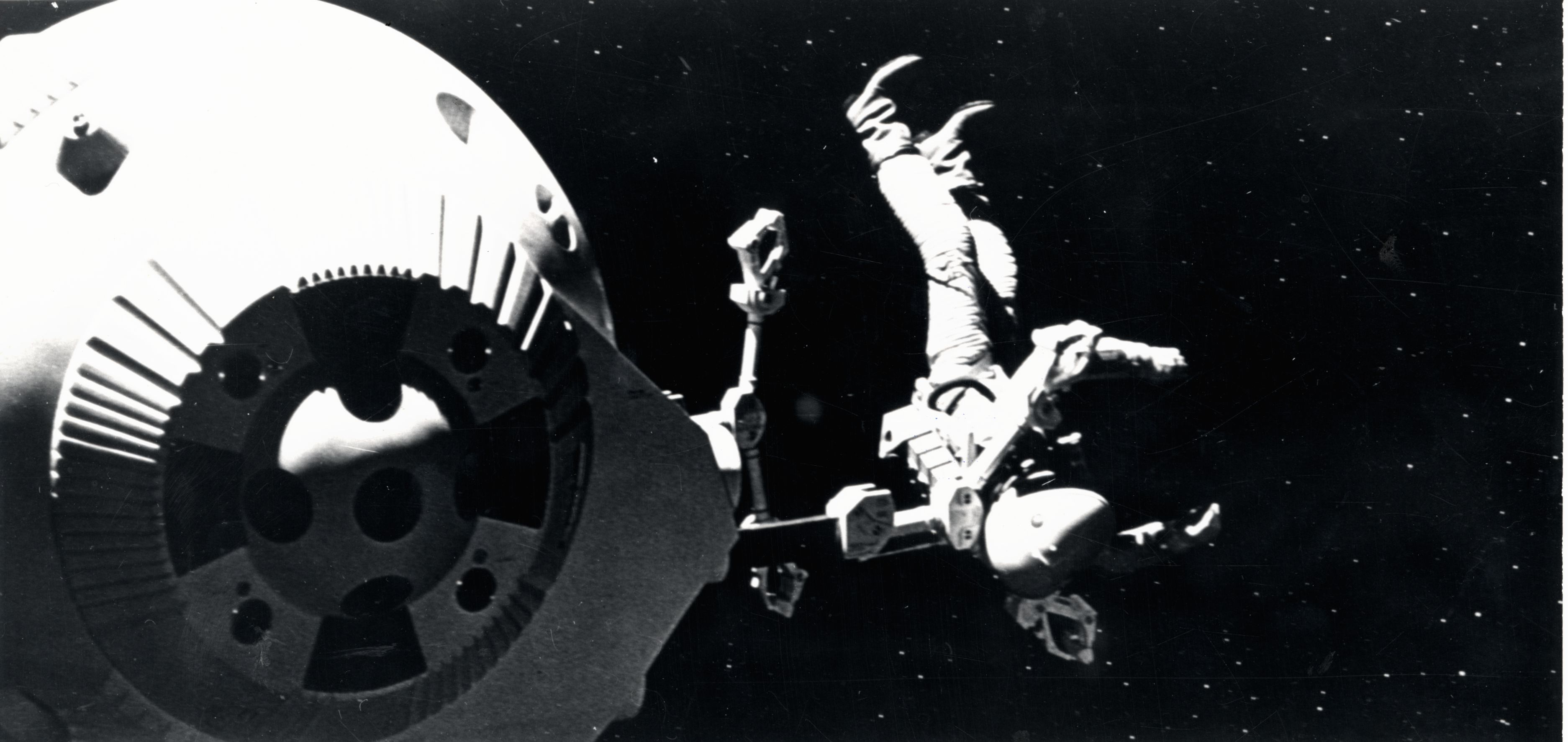
Un effetto speciale a gravità zero

Kubrick decise di utilizzare una proiezione frontale per produrre fondali nelle scene dei paesaggi africani degli ominidi, in quanto le tecniche tradizionali non producevano l'aspetto realistico che Kubrick desiderava. La tecnica consisteva nell'utilizzare un proiettore per impostare precisamente lo scenario ad angolo retto alla telecamera, e in uno specchio semi-riflettente posto a un angolo di fronte alla telecamera che rifletteva l'immagine proiettata in avanti, direttamente con l'obiettivo della telecamera, su un fondale appositamente progettato. Così lo schermo era in grado di riflettere in modo più efficiente la luce dell'immagine proiettata rispetto al soggetto realizzato in primo piano. La tecnica è stata utilizzata ampiamente nel settore cinematografico, nonostante nel 1990 venga in gran parte sostituita dal green screen. Per gli scatti all'interno della navicella, Kubrick usava un cilindro rotante da 27 t costruito dalla Vickers-Armstrong Engineering Group a un costo di 750000 $. Il diametro del set era di 12 metri circa ed era largo 3 metri.
Varie scene nella centrifuga del Discovery venivano girate con la cinepresa fissa nella parte interna della ruota rotante per mostrare l'attore camminare completando il giro, oppure venivano montate in modo tale che la ruota ruotasse indipendentemente dalla cinepresa fissa. La famosa sequenza finale dei fasci di luce (in inglese chiamata "Stargate") è stata realizzata con una tecnica chiamata slit-scan, che consiste nel posizionare una fessura di scorrimento tra cinepresa e piano.

## Colonna sonora

### Musica nella versione definitiva
La colonna sonora, rimasta una delle più famose nella storia del cinema, è composta da celebri brani di musica classica di autori classici e contemporanei, tra cui:
- Johann Strauss jr:
Sul bel Danubio blu (An der schönen, blauen Donau);
- Richard Strauss:
Così parlò Zarathustra (Also sprach Zarathustra);
- György Ligeti:
Atmospheres;
Lux Aeterna;
Adventures;
Kyrie dal Requiem;
- Aram Kachaturian:
Gayane, suite dal balletto.

Il tema principale, Così parlò Zarathustra, sottolinea i punti di svolta della storia, come il momento in cui Guarda-la-Luna inizia a mettere a frutto gli insegnamenti del monolito, impugnando un osso e comprendendo di avere tra le mani un'arma per procurarsi da mangiare e per sopraffare i nemici, oppure quando David Bowman, sempre per mezzo del monolito, si trasfigura in un essere nuovo, il Bambino delle Stelle. La scelta di questo brano probabilmente non è casuale, in quanto il poema sinfonico di Richard Strauss è ispirato all'omonima opera di Friedrich Nietzsche, nella quale si narra la discesa del profeta Zarathustra tra gli uomini per insegnare loro a divenire esseri liberi dai propri limiti (il concetto nietzschiano di Oltreuomo). È quindi probabile che Kubrick e Clarke abbiano voluto evocare un'analogia tra Zarathustra e il monolito, e tra l'Oltreuomo e il Bambino delle Stelle.
Ligeti fu entusiasta dell'impiego delle sue opere, come il Requiem e l'alieno Atmospheres, ma altrettanto duro verso il regista.

### Partitura respinta di Alex North
La colonna sonora avrebbe dovuto essere, in origine, completamente diversa. Per realizzare le musiche, la casa di produzione aveva preteso che fosse scritturato lo stimato compositore avanguardistico Alex North, con cui Kubrick aveva già lavorato per il suo precedente film Spartacus. Fin dai primi contatti con il musicista, Kubrick aveva però lasciato intendere di voler impiegare (anche) brani di musica classica. In particolare, aveva insistito per mantenere, nell'inizio della pellicola, il noto brano di Strauss, che aveva scelto come brano provvisorio, ma del quale si era definitivamente innamorato. Il compositore North provò, tuttavia, a proporre al regista un brano di produzione propria, scritto in modo da mantenere un'atmosfera musicale analoga a quella del brano di Strauss. North, inoltre, compose musica anche per alcune scene successive, ma sempre collocate nella prima parte del film: in particolare, scrisse brani relativi al volo della stazione orbitale e al viaggio verso la Luna dello Shuttle del dottor Floyd. In seguito, durante le fasi successive della lavorazione del film, North ebbe solo contatti sporadici con Kubrick. Dopo un po' di tempo a North venne chiesto di sospendere la produzione di ulteriori nuovi brani, per la seconda metà della pellicola. In seguito, gli fu detto che la seconda parte del film sarebbe stata realizzata senza usare alcun commento musicale. Fu solo durante la proiezione della prima del film a Londra che il musicista, invitato a presenziare e convinto di essere parte dello staff produttivo, scoprì invece che tutto il materiale da lui composto e registrato, era stato infine scartato da Kubrick, che aveva seguito il suo proposito iniziale e aveva quindi utilizzato, oltre a quello di Strauss, anche altri brani di musica sinfonica già esistenti.
La partitura originale scritta da North, per quanto incompleta, è rimasta per molti anni un lavoro leggendario e molto chiacchierato nell'ambiente dei critici e degli estimatori di musica per cinema. All'inizio degli anni novanta, dietro interessamento del compositore Jerry Goldsmith, allievo e amico personale di North, l'opera è stata recuperata dall'oblio e nuovamente incisa (tuttavia dopo la scomparsa dell'autore), a cura dell'etichetta specializzata americana Varèse Sarabande, sotto la direzione musicale dello stesso Goldsmith.
Nella seconda metà degli anni 2000 è stata pubblicata su CD anche una seconda edizione della composizione inedita: in questo caso l'editrice Intrada ha prodotto, a tiratura limitata, i brani di North nella loro versione originale, così come erano stati registrati a Londra nel 1968, in ottimo stato di preservazione.

## Distribuzione

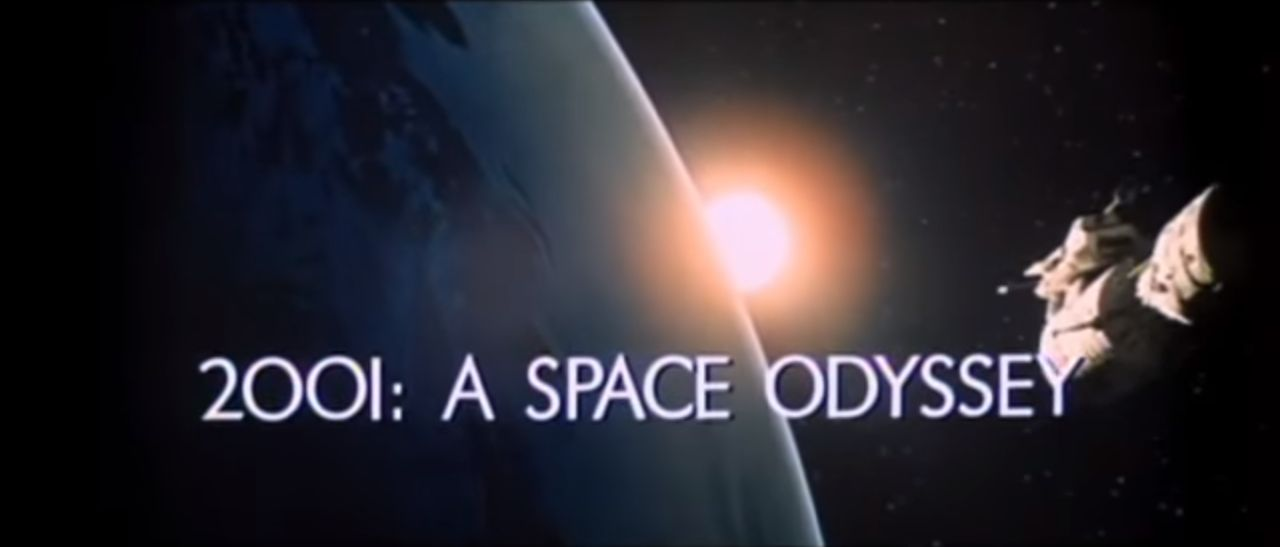
Il titolo del film nel trailer statunitense

Il film fu presentato in anteprima mondiale il 2 aprile 1968 a Washington, USA, mentre in Italia uscì il 12 dicembre dello stesso anno. Fu riproposto nei cinema il 4 e il 5 giugno 2018, a cinquant'anni dall'anteprima.

### Edizione italiana
La versione italiana del film è stata curata da Roberto De Leonardis per la società Royfilm; il doppiaggio venne eseguito dalla C.D.C. sotto la direzione di Franco Schirato.

## Accoglienza

### Incassi
A fronte di un costo di produzione di circa 12 milioni di dollari, il film alla sua uscita nel 1968 incassò 15 milioni di dollari nei soli Stati Uniti (oltre 60 milioni di dollari includendo le riedizioni negli anni successivi), e oltre 190 milioni di dollari nel resto del mondo. Divenne il maggiore incasso cinematografico nordamericano del 1968.

### Critica

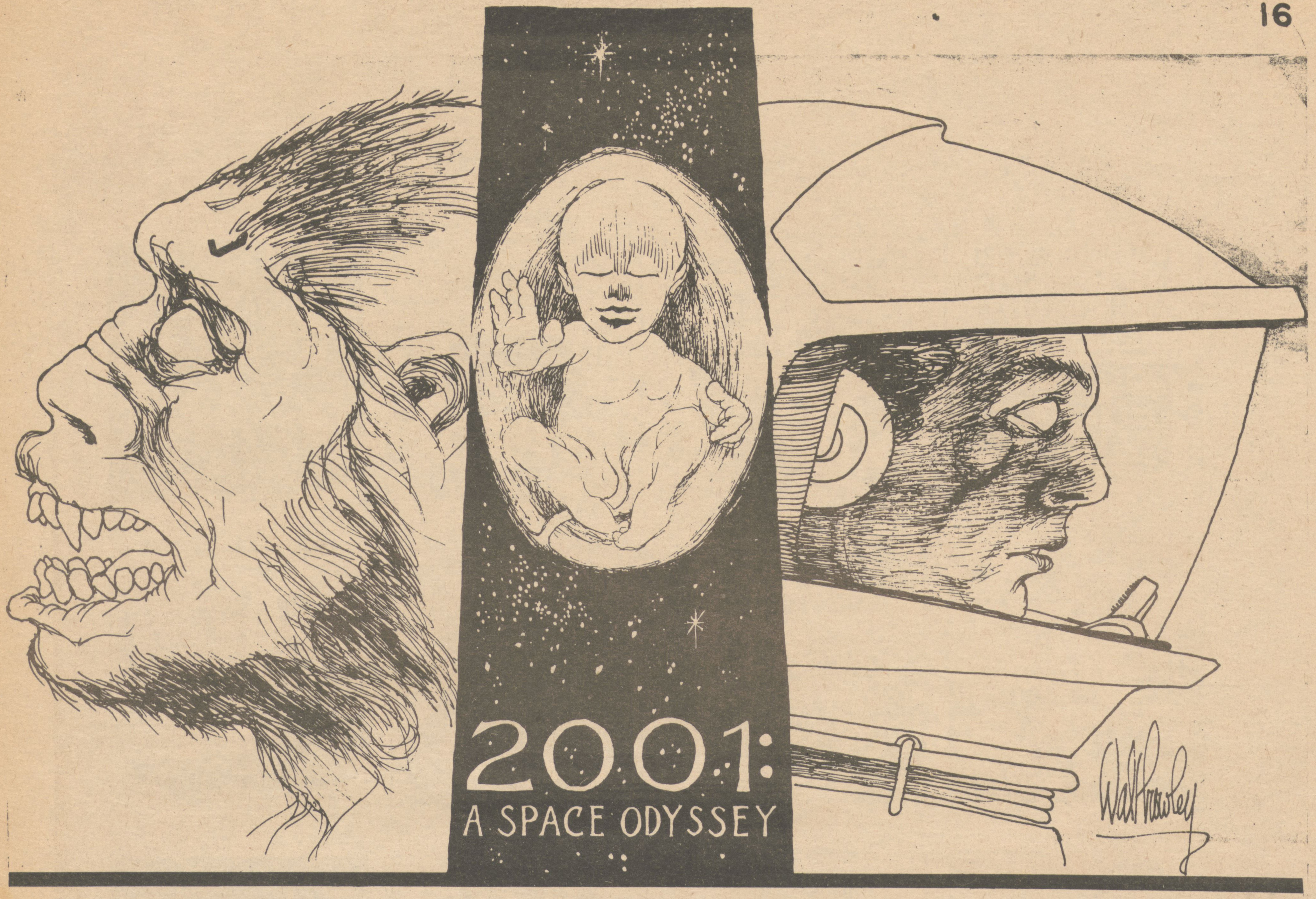
Lo scrittore di Seattle Walt Crowley disegnò questa vignetta per illustrare la sua recensione favorevole sul giornale underground di Seattle Helix, in cui accusava i critici mainstream di «avvicinarsi a Kandinsky con una mentalità alla Norman Rockwell».

Nonostante avesse ricevuto inizialmente reazioni contrastanti da parte della critica e del pubblico, Odissea nello spazio ottenne un seguito da film di culto.
Secondo il parere pressoché unanime della critica, il film rappresenta una svolta epocale per il cinema di fantascienza e una pietra miliare per il cinema in generale. Fantafilm scrive:
[...] Kubrick realizza un'opera unica ed irripetibile, che si colloca subito e per sempre tra i capolavori immortali del cinema. [...] Originalissimo nella scelta delle musiche, il film è anzitutto geniale ed innovativo nelle tematiche, tra le quali già individua, con moderna visione anticipatoria, il problematico rapporto con l'intelligenza artificiale. Scientificamente corretto, minuzioso e plausibile sino al più piccolo particolare di vita quotidiana nello spazio, visivamente elegante in ogni momento e con alcune sequenze davvero indimenticabili, 2001 rimane uno spettacolo affascinante e suggestivo, ed uno dei più grandi film di tutti i tempi.»
(Fantafilm)
Il film racconta una favola apocalittica sul destino dell'umanità e dello sviluppo della tecnologia, raccontato come se fosse un documentario. Inclassificabile, una «scommessa folle», ma vinta, del regista, un'avventura spaziale che «diventa scoperta di sé stessi», con una grande quantità di spunti e di possibili letture.
Il film ha avuto una riconosciuta influenza in tutta la cinematografia successiva. George Lucas, regista di Guerre stellari, ha dichiarato:
Il Dizionario dei film Il Mereghetti assegna al film quattro stellette su quattro, cioè il massimo.
Su Rotten Tomatoes ha una percentuale di gradimento del 92% basato su 118 recensioni con un voto medio di 9,2 su 10; il consenso critico cita: «Uno dei film di fantascienza più influenti, e uno dei più controversi, 2001 di Stanley Kubrick è una delicata e poetica meditazione sull'ingegno – e sulla follia – dell'umanità». Su Metacritic, che utilizza una media ponderata, ha assegnato un voto di 84 su 100 basato su 25 recensioni.

## Riconoscimenti
- 1969 – Premio Oscar
  - Migliori effetti speciali a Stanley Kubrick
  - Candidatura alla migliore regia a Stanley Kubrick
  - Candidatura alla migliore sceneggiatura originale a Stanley Kubrick e Arthur C. Clarke
  - Candidatura alla migliore scenografia a Anthony Masters, Henry Lange e Ernest Archer
- 1969 – Premio BAFTA
  - Migliore fotografia a Geoffrey Unsworth
  - Migliore scenografia a Anthony Masters, Henry Lange e Ernest Archer
  - Miglior colonna sonora a Wynston Rider
  - Candidatura come miglior film a Stanley Kubrick
  - Candidatura al Un Award a Stanley Kubrick
- 1969 – Kansas City Film Critics Circle Award
  - Miglior film
  - Migliore regia a Stanley Kubrick

- - Miglior produttore straniero a Stanley Kubrick
- 1969 – National Board of Review Award
  - Migliori dieci film
- 1969 – Cinema Writers Circle Award
  - Miglior film straniero
- 1969 – Directors Guild of America
  - Candidatura al DGA Award a Stanley Kubrick
- 1969 – Premio Hugo
  - Migliore rappresentazione drammatica
- 1968 – Laurel Award
  - Road Show

- Una battuta del film ("Apri la saracinesca esterna, HAL", in inglese "Open the pod bay doors, please, HAL") è stata inserita nel 2005 nella lista delle cento migliori citazioni cinematografiche di tutti i tempi stilata dall'American Film Institute, nella quale figura al 78º posto.[30]

## Interpretazioni
Armando Girotti dà un'interpretazione filosofica rapportando il film alla filosofia di Hegel. Mentre le scimmie si contendono a brandelli il cibo, compare un monolito piramidale, alto, perfettamente liscio; fatto altamente straordinario in quanto nessuno lo avrebbe potuto costruire. Solo le scimmie che lo toccano saranno destinate a trasformarsi in uomini (le sequenze lasciano intendere questo passaggio: uno scimmione, utilizzando un osso di animale, comprende il rapporto di causa-effetto). Questo monolito accompagnerà l’evoluzione del genere umano con il progressivo miglioramento delle capacità tecnologiche, scientifiche e spirituali. Hegel nella Logica immagina che nella mente di Dio, prima della creazione, ci sia un programma (l'Idea in sé) che ha bisogno di estraniarsi nella Natura (Idea fuori di sé) per poter diventare reale; ecco il monolito che unisce la razionalità astratta, già prevista nella mente di Dio, con la realtà che ha bisogno di una progettazione (il monolito) per potersi realizzare.
Sin dalla sua prima edizione, 2001: Odissea nello spazio è stata analizzata e interpretata da critici e teorici professionisti, scrittori dilettanti e fan della fantascienza. Peter Krämer, nella sua monografia che analizza il film, ha riassunto le diverse interpretazioni che vanno da coloro che lo hanno visto in tono oscuro e apocalittico a quelli che lo hanno visto come una rivalutazione ottimistica delle speranze dell'umanità. Le domande sul 2001 vanno dall'incertezza sulle sue implicazioni per le origini e il destino dell'umanità nell'universo all'interpretazione di elementi delle scene più enigmatiche del film, come il significato del monolito o il destino dell'astronauta David Bowman. Ci sono anche domande più semplici e più banali sulla trama, in particolare le cause della rottura di Hal (spiegate in precedenti bozze, ma mantenute misteriose nel film).

### Il computer HAL 9000

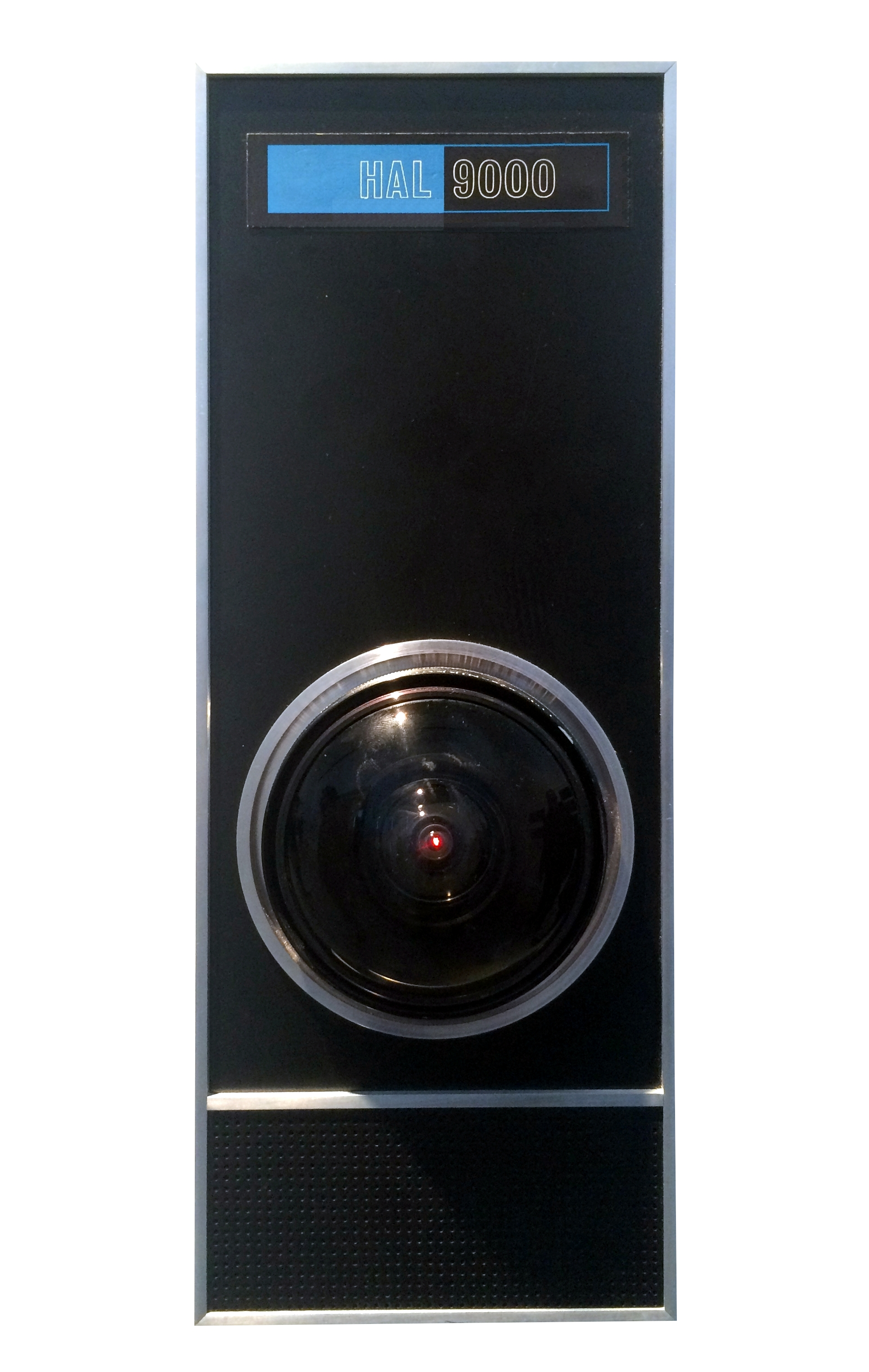
L'"occhio" di HAL 9000

Taluni hanno ipotizzato che l'acronimo "HAL" (in inglese "Hal" è un diminutivo del nome Henry) derivasse dal marchio "IBM" prendendo le lettere precedenti (nell'ordine alfabetico) di quest'ultimo: I → H, B → A, M → L. Arthur C. Clarke, coautore della sceneggiatura, ha seccamente smentito anni dopo tale idea, ribadendo quanto spiegato nel libro, ossia che "HAL" sarebbe l'abbreviazione di Heuristically ALgoritmic (programmed computer).
La voce italiana di HAL è dell'attore palermitano Gianfranco Bellini, la cui interpretazione fredda e asettica fu particolarmente apprezzata dal regista; negli anni seguenti la voce di Bellini sarà usata altre volte per dei computer, ad esempio in una pubblicità dell'Olivetti.

### Il tema dell'intelligenza artificiale
(Il computer HAL 9000)
Uno dei temi fantascientifici che maggiormente colpirono pubblico e critica è quello del supercomputer HAL 9000 e della sua ribellione.
Nel film HAL appare dotato di una vera e propria intelligenza artificiale: ha degli occhi che gli permettono di vedere come un umano e addirittura di leggere il labiale degli umani, parla con una voce del tutto naturale ed è, per sua stessa ammissione, in grado di provare sentimenti umani. Naturalmente sa giocare benissimo a scacchi e sconfiggere gli esseri umani in questo gioco, come dimostrato nella partita contro Frank Poole, e sa anche fare del male e uccidere, quando si rende conto della possibilità di essere "disattivato".
Su questo tema Clarke e Kubrick erano stati troppo ottimisti: oggi sappiamo che i computer del 2001 erano ben lontani dal traguardo dell'intelligenza artificiale. L'unica previsione realizzatasi alla lettera è quella che i computer sono capaci di battere gli uomini nel gioco degli scacchi, anche quando si trovano a giocare contro dei campioni del mondo, come nel caso di Deep Blue. È curioso tuttavia considerare che nel film non era stata prevista l'evoluzione dei sistemi di salvataggio dei dati: HAL, infatti, dietro richiesta degli astronauti, salva il resoconto di alcune operazioni su scheda perforata. Se però si intende la "supremazia" del computer come una oscura prevalenza della tecnologia ovunque diffusa (imprevedibile nelle sue conseguenze e nei suoi condizionamenti sulla cultura umana), è indubitabile l'attualità della visione del regista. Su ciò Kubrick avrebbe degli illustri e molto dibattuti antesignani: il filosofo Martin Heidegger, con la sua "questione della tecnica", e il sociologo Günther Anders, con la sua definizione di "uomo antiquato" (ovvero: l'uomo che, dopo la bomba atomica, produce tecnologia ben oltre le sue capacità di valutarne appieno le conseguenze; per millenni abbiamo immaginato più di quanto non potessimo realizzare, mentre oggi realizziamo più di quanto non siamo poi in grado di controllare, nemmeno con l'immaginazione). Andando ancora a ritroso, lo possiamo trovare negli antichi testi sacri ebraici, dove si parla di un gigante costruito per la difesa del popolo ebraico, chiamato Golem, fatto di argilla, incapace di sentimenti, ma che poi sfugge al controllo del suo creatore, distruggendo ogni cosa sul suo cammino, proprio quando gli viene scritto "morte" sulla testa per renderlo inoperativo.
Nei decenni seguenti Kubrick concepì l'idea di un altro film sull'intelligenza artificiale, ma la morte lo colse prima di aver completato questo progetto. Il film fu realizzato nel 2001 con il titolo di A.I. - Intelligenza artificiale da Steven Spielberg, che sostiene di aver seguito in buona parte le indicazioni di Kubrick.

## Opere derivate

### Film sequel
Nel 1984 è stato prodotto un seguito del film. Diretto, sceneggiato e prodotto da Peter Hyams, 2010 - L'anno del contatto, tratto dal secondo libro della serie di libri di odissea nello spazio di Arthur C. Clarke, che però non vede la collaborazione di Kubrick.
Il film Silent Running del 1972, diretto da Douglas Trumbull (responsabile degli effetti speciali di 2001: Odissea nello spazio), fu distribuito in Italia come se fosse un vero e proprio sequel della pellicola di Kubrick, con il titolo di 2002: la seconda odissea, senza però esserlo in quanto trama e personaggi originali non hanno collegamento fra loro; per rendere comunque credibile il fatto che fosse un sequel, alcuni dialoghi del doppiaggio italiano furono adattati per fare riferimento ad alcuni personaggi del film di Kubrick.

### Fumetto Marvel
Nel 1976 la Marvel Comics decise di adattare il film nel fumetto Marvel Treasury Special Edition dal titolo uguale a quello del film, affidando il lavoro a Jack Kirby. L'opera, capolavoro del fumettista, riscosse un successo di pubblico tale da indurre la casa editrice a continuarne la pubblicazione con dieci episodi mensili che del film originale mantenevano solo una vaga ispirazione (la leggenda vuole che si ispirino a bozze scartate della sceneggiatura del film). Il fumetto adattamento fu pubblicato in Italia dall'Editoriale Corno nel 1977, uscito nelle edicole in volume unico, mentre la serie a fumetti fu tradotta per le pagine de Gli Eterni #2-11. Per quanto per il resto abbiano avuto un peso solo relativo, i fumetti Marvel sono notevoli per aver lanciato il personaggio di Mister Macchina (Mister Machine), poi passato alla Storia come Machine Man, che ricevette una serie tutta sua alla chiusura di 2001.

### Gioco di ruolo
La TSR pubblicò su licenza il modulo di gioco di ruolo 2001: A Space Odyssey (Frank Mentzer, 1984), basato sul suo regolamento Star Frontiers che permetteva di interpretare la storia del film.

## Influenza culturale
La scena delle scimmie e del monolito è stata ripresa in innumerevoli opere, spesso a scopo parodistico.

### Nella musica
Gli Stadio hanno dedicato nel loro 1º omonimo disco un pezzo dedicato a HAL intitolato Un fiore per Hal.
David Bowie dichiarò che per scrivere la canzone Space Oddity si ispirò al film, smentendo la credenza che la scrisse in onore del lancio dell'Apollo 11 nel 1969.
John Lennon si proclamava fan entusiasta della pellicola, al punto da visionarla almeno una volta alla settimana nella sua sala privata.

### Televisione
L'episodio di Camera Café intitolato 2008: Odissea nell'ufficio è una parodia del film; alla fine dell'episodio si può anche notare il famoso monolito che in realtà è solo la nuova macchinetta del caffè.

### Nei fumetti
Nel fumetto di Rat-Man la storia La Sentinella, apparsa per la prima volta sul numero 22, è una parodia del film.
Il numero 2 (Il monolito nero) di Nathan Never è totalmente incentrato sul film.

### Tecnologia e diritto
Una scena in cui gli astronauti utilizzano dei dispositivi hardware costituiti da uno schermo rettangolare circondato da una cornice è stata citata dalla Samsung nell'ambito della causa contro Apple, nel tentativo di invalidare un brevetto di quest'ultima sull'aspetto esteriore dell'iPad, sostenendo che tali caratteristiche erano già presenti in opere precedenti.

### Visione futuribile del film
C'è chi ha ipotizzato che le previsioni sullo sviluppo tecnologico presentate nella pellicola sarebbero state attendibili qualora fosse rimasto costante lo sforzo di Stati Uniti e Unione Sovietica nella corsa allo spazio degli anni sessanta.